# Letecký sport
Letecké sporty jsou sporty, při kterých se sportovci v rámci plnění různých disciplín pohybují v atmosféře a to samostatně nebo pomocí různých technických prostředků. Leteckých sportů je celá řada a jejich jednotná pravidla a zařazení provádí a uznává Mezinárodní letecká federace FAI. Do leteckých sportů patří akrobacie, letecké a raketové modelářství, létání v balónu, přesné létání a letecká rallye, plachtění, létání na závěsných a padákových kluzácích, ultralehké létání, parašutizmus, létání na vrtulnících. Zástupcem a národním správcem všech leteckých sportů vůči Mezinárodní letecké federaci FAI je za Českou republiku Aeroklub České republiky.
V České republice zastupuje jednotlivé letecké kluby a sportovce několik organizací:
- Aeroklub České republiky se stará o akrobacii, přesné létání a leteckou rallye, plachtění, parašutizmus, balonový sport, létání na vrtulnících.[1]
- Letecká amatérská asociace České republiky se stará o létání na závěsných a padákových kluzácích a o ultralehké létání.[2]
- Svaz modelářů České republiky se stará o letecké a raketové modelářství.[3]